# Spion
 Denne artikel bør gennemlæses af en person med fagkendskab for at sikre den faglige korrekthed.

En spion, hemmelig agent eller efterretningsagent er en person som begår spionage, dvs. indhenter informationer fra fortrolige og/eller almindeligt tilgængelige kilder og videregiver disse til en fremmed magt.
Siden 2. halvdel af 1900-tallet har begrebet agent været brugt omtrent synonymt hermed.
En indflydelsesagent er en person der, uden at det fremgår på overfladen, arbejder i et land til fremme et andet lands interesser – dette kan være ulovligt, men er det ikke nødvendigvis.

## En spions belastning
At være spion kan være fysisk farligt og er psykisk krævende, da man skal leve et dobbeltliv hvor man i kortere og længere perioder bedrager andre, hvilket også vil have en virkning på spionen selv.